# Moi, toi et tous les autres
Pour plus de détails, voir Fiche technique et Distribution.
Moi, toi et tous les autres (Me and You and Everyone We Know) est un film américain, premier long métrage de Miranda July, sorti en 2005.

## Synopsis
Le film nous fait entrer dans le quotidien d'une petite ville de banlieue américaine. Christine Jeperson est une jeune artiste qui entre dans la vie de Richard, vendeur de chaussures, qui vient de se séparer de sa femme et tente de se reconstruire avec ses deux garçons. Les univers de l'un et de l'autre vont alors se trouver liés par cette rencontre.

## Fiche technique
- Titre : Moi, toi et tous les autres
- Titre original : Me and You and Everyone We Know
- Réalisation : Miranda July
- Scénario : Miranda July
- Production : Gina Kwon, Holly Becker, Peter Carlton, Caroline Kaplan et Jonathan Sehring
- Sociétés de production : FilmFour et IFC Films
- Budget : 2 millions de dollars
- Musique : Ryeland Allison et Michael Andrews
- Photographie : Chuy Chávez
- Montage : Andrew Dickler et Charles Ireland
- Décors : Aran Mann
- Costumes : Christie Wittenborn
- Pays d'origine : États-Unis
- Format : Couleurs - 1,85:1 - Dolby Digital - 35 mm
- Genre : Comédie dramatique
- Durée : 91 minutes
- Dates de sortie : janvier 2005 (festival de Sundance), 12 mai 2005 (festival de Cannes), 17 juin 2005 (États-Unis), 21 septembre 2005 (France)

## Distribution
- John Hawkes (V. F. : Arnaud Bedouët / V. Q. : Benoit Éthier) : Richard Swersey, le vendeur de chaussure
- Miranda July (V. F. : Anneliese Fromont / V. Q. : Viviane Pacal) : Christine Jesperson
- Miles Thompson (V. F. : Victor Garreau / V. Q. : Xavier Dolan) : Peter, fils ainé de Richard
- Brandon Ratcliff (V. F. : Georges de Vitis / V. Q. : Léo Caron) : Robby, fils de Richard
- Carlie Westerman (V. F. : Alice de Vitis / V. Q. : Sarah-Jeanne Labrosse) : Sylvie
- Natasha Slayton (V. F. : Barbara Probst / V. Q. : Kim Jalabert) : Heather
- Hector Elias (V. F. : Gilbert Beugniot / V. Q. : Hubert Fielden) : Michael
- Najarra Townsend (V. Q. : Catherine Bonneau) : Rebecca
- Tracy Wright : Nancy
- JoNell Kennedy (en) (V. Q. : Camille Cyr-Desmarais) : Pam
- Brad William Henke (V. Q. : Thiéry Dubé) : Andrew, voisin et collègue de Richard
- Ellen Geer : Ellen
- Colette Kilroy : Nedra
- James Kayten : Doug
- Amy French : Assistant

Source et légende : Version française (V. F.) sur le site d’AlterEgo (la société de doublage) et Version québécoise (V. Q.) sur le site de Doublage QC (la société de doublage)

## Bande-originale
- Where Are We Going, interprété par Ryeland Allison
- 5 on a Joyride, interprété par Cody Chesnutt
- A Stable Lamp is Lighted, composé par Richard Wilbur et Paulette Tollefson
- Any Way That You Want Me, interprété par Spiritualized
- A Summer Long Since Passed, interprété par Virginia Astley
- Toutes les autres musiques de la bande originale sont composées par Michael Andrews comme le titre Goldfish par exemple.

## Distinctions

### Récompenses
- Caméra d'or , Grand Prix de la Semaine de la critique, Prix regards jeune et Prix des jeunes critiques au Festival de Cannes 2005.
- Prix Russell Smith, lors des Dallas-Fort Worth Film Critics Association Awards 2005.
- Prix du public et prix du jury, lors du Festival international du film de Newport 2005.
- Prix du meilleur réalisateur débutant, lors du Festival du film de Philadelphie 2005.
- Prix du public et Prix SKYY, lors du Festival international du film de San Francisco 2005.
- Prix du meilleur réalisateur débutant, lors du Festival du film de Stockholm 2005.
- Prix spécial du jury et nomination au Grand prix du jury, lors du Festival du film de Sundance 2005.
- Prix de l'actrice la plus prometteuse, lors des Chicago Film Critics Association Awards 2006.

### Nominations
- Nomination aux Gotham Awards du meilleur film et du meilleur réalisateur en 2005.
- Nomination au prix du meilleur premier film et meilleur premier scénario lors des Film Independent's Spirit Awards 2006.

## Autour du film
- Le tournage s'est déroulé à Los Angeles de juillet à août 2004.
- Le film est entièrement tourné en caméra numérique.